# Escuela de Parteras
La Escuela de Parteras (EPar) es una escuela universitaria que forma parte de la Facultad de Medicina de Montevideo, la cual constituye a su vez una de las 14 facultades de la Universidad de la República (UdelaR) de Uruguay. Es la escuela más antigua de la Facultad de Medicina y otorga a las egresadas  el título de grado de Obstetra-Partera (en Montevideo) y el de Licenciada en Obstetricia (en el Centro Universitario de Paysandú).
Se encuentra funcionando en el Edificio Polivalente Parque Batlle, donde comparte espacio además con las Escuelas de Nutrición y Tecnología médica, y con la Facultad de Enfermería.

## Historia
Desde el comienzo de la Facultad de Medicina se dictaban cursos para parteras, siendo el 15 de mayo de 1877 cuando se concluyó la reglamentación de los mismos, dos años después de creada la facultad. Al ser inicialmente una carrera de 3 años de duración, el título de Partera fue el primer título que se otorgó en la Facultad de Medicina, el 26 de febrero de 1881 a Adela Peretti, inmigrante italiana, quien además fue la primera mujer en recibir un título de grado en todo el territorio nacional.
En 1915 se admite el Reglamento de Libre Ejercicio de la profesión dentro del territorio uruguayo y en el año 1992 se crea la Carrera Binacional de Obstetricia en un convenio con la Universidad Nacional de Entre Ríos (UNER) de Argentina, en donde se le habilita a la graduada a ejercer la profesión en ambos países.
Como se ha mencionado, inicialmente los cursos de la carrera en Montevideo eran dictados en la Facultad de Medicina, que con el paso del tiempo se fueron trasladando al Hospital Pasteur, hasta que finalmente, en el año 2019, el 20 de agosto fue inaugurado el Edificio Polivalente Parque Batlle, donde hoy en día cientos de futuras obstetras-parteras realizan sus estudios. Respecto a las estudiantes de la Licenciatura en Obstetricia, los cursos han sido dictados desde su creación en el Hospital-Escuela del Litoral (en la ciudad de Paysandú, Uruguay) y en la Facultad de Ciencias de la Salud (en Concepción del Uruguay, Argentina)
Hasta el momento, la Escuela de Parteras es la única institución donde se forman Obstetras-Parteras y Licenciadas en Obstetricia en todo el Uruguay, aproximadamente unas 40 se gradúan por año en el país.

## Plan de Estudios
Actualmente la carrera en Montevideo se rige por un plan de estudios del año 1996, consta con una duración de 4 años y medio, siendo necesario la realización de un Internado Obligatorio en el último año, de duración total de 1 año, y un Trabajo Final de Grado para lograr el egreso.
Los cursos son de duración semestral siendo un total de 7 en toda la carrera, y que en donde culminado este, comienza el año completo de internado.
En el año 2020 se aprobó en el Consejo de Facultad de Medicina el nuevo plan de estudios de la carrera de Obstetra-Partera, la cual en adelante pasaría a denominar a las/os egresadas/os con el título de Licenciada/o Obstetra-Partera/o ya que cumple con los requisitos para ser una Licenciatura. Pese a esto, aún sigue en vigencia el anteriormente mencionado plan de estudios de 1996.
Para ingresar en la carrera de Obstetra-Partera y Licenciatura en Obstetricia se solicita ser egresado del bachillerato diversificado de Enseñanza Secundaria, Opción Ciencias Biológicas, comúnmente conocido también como bachillerato en Medicina. No se solicita prueba de ingreso.